# Perentak
De perentak (Phigalia pilosaria, voorheen geplaatst in het geslacht Apocheima) is een nachtvlinder uit de familie van de spanners, de Geometridae.
De Nederlandse naam verwijst naar de rups, die in rust wat op een boomtakje lijkt. De wetenschappelijke naam pilosaria komt van het Latijn pilosos (borstelig, overzorgd) en verwijst naar beharing op het achterlijf.

## Kenmerken
De voorvleugellengte van het mannetje bedraagt tussen de 19 en 24 mm, het vrouwtje is vleugelloos. De vleugels zijn vaak lichtgrijs of groengrijs van kleur, met niet zo opvallende tekening.

## Waardplanten
De perentak gebruikt diverse loofbomen als waardplanten, met name eik. De pop overwintert het eerste deel van de winter.

## Voorkomen
De soort komt verspreid over Europa, en van Klein-Azië tot aan de Kaukasus.

### Nederland en België
De perentak is in Nederland een algemene en in België een vrij algemene soort, die verspreid over het hele gebied kan worden gezien. De vlinder kent jaarlijks één generaties die vliegen van januari tot en met april.